# Gustav von Schoch
Karl Georg Gustav Schoch, seit 1909 Ritter von Schoch (* 25. Mai 1858 in München; † 6. Mai 1924 ebenda) war ein bayerischer General der Infanterie im Ersten Weltkrieg.

## Leben

### Herkunft
Sein Urgroßvater war der zum Tod verurteilte Schweizer Revolutionär Johann Felix Schoch (1768–1817), sein Großvater der Verwalter des Militärfohlenhofs Steingaden Johann Erhard Schoch (1788–1839). Er war der älteste Sohn von Karl Wilhelm Schoch (1821–1868), Oberst im bayerischen Generalstab, und von dessen Ehefrau Marie, geborene Heymann aus Nürnberg. Seine Brüder Albert, Emil und Karl wurden ebenfalls Generäle der Bayerischen Armee.

### Militärkarriere
Schoch bestand 1876 die Abiturprüfung am Münchner Maximiliansgymnasium, unter anderem mit Otto und Richard Voit, den Söhnen des Architekten August von Voit, Rudolf von Hößlin, Karl Schlösser, Carl Seitz und Ludwig Wüllner und trat anschließend als Einjährig-Freiwilliger in die Bayerische Armee ein. Im Wintersemester 1876/77 war er allerdings als Student im Fach Jura an der Münchner Universität eingeschrieben.  Nach dem erfolgreichen Besuch der Kriegsschule München wurde er am 1. Dezember 1878 im 2. Infanterie Regiment „Kronprinz“ zum Sekondeleutnant befördert. Er versah zunächst seinen Dienst in der 2. Kompanie, stieg zum Regimentsadjutant auf und absolvierte 1886/89 die Kriegsakademie, die ihm die Qualifikation für den Generalstab und die Höhere Adjutantur aussprach. Zwischenzeitlich zum Premierleutnant befördert, wurde Schoch 1890 zum Generalstab kommandiert. Am 30. Juni 1893 folgte seine Beförderung zum Hauptmann und am 28. Oktober 1899 zum Major. Als solcher 1900 zum Generalstab des I. Armee-Korps versetzt, stieg Schoch in den folgenden Jahren weiter auf. Am 16. Oktober 1908 wurde er schließlich mit seiner Beförderung zum Generalmajor in das Kriegsministerium versetzt. Hier fungierte er als Chef der Abteilung für Persönliche Angelegenheiten und war für die Dauer seiner Verwendung dort auch als Staatsrat tätig.
Für seine Leistungen wurde er am 17. September 1909 mit dem Ritterkreuz des Ordens der Bayerischen Krone beliehen. Damit verbunden war die Erhebung in den persönlichen Adelsstand und er durfte sich nach der Eintragung in die Adelsmatrikel Ritter von Schoch nennen.
Als Generalleutnant am 23. März 1912 von seiner Verwendung im Kriegsministerium entbunden, folgte kurz darauf seine Ernennung zum Kommandeur der 5. Division in Nürnberg. Diesen Großverband führte Schoch zunächst bei Ausbruch des Ersten Weltkriegs während der Grenzschutzkämpfe und der Schlacht in Lothringen. Daran schloss sich die Schlacht bei Nancy-Épinal an, bevor die Division Mitte September 1914 zwischen Maas und Mosel in den Stellungskrieg überging.
Die meiste Zeit verbrachte Schoch, von Depressionen geplagt und in der Sorge, altersbedingt zu erblinden, mit einem Ordonnanzoffizier und einem Assistenzarzt im rückwärtigen Gebiet. Er überließ seinem Ersten Generalstabsoffizier Julius von Reichert die operative Führung und unterrichtete sich nur pro forma über die Lage. Am 6. Januar 1915 trat Schoch einen mehrwöchigen Erholungsurlaub in der Heimat an, kehrte am 1. März kurzzeitig an die Front zurück und musste seine Kommando am 20. April 1915 endgültig abgeben. Schoch wurde daraufhin am 7. Februar 1916 mit gesetzlicher Pension unter Verleihung des Charakters als General der Infanterie und des Militärverdienstordens I. Klasse mit Schwertern zur Disposition gestellt.
Auf sein Gesuch hin wurde Schoch am 9. Oktober 1917 als Etappen-Inspekteur der Armeeabteilung A bzw. ab 16. März 1918 der 19. Armee bis Dezember 1918 wieder verwendet.

### Familie
Er hatte sich am 9. November 1891 mit Paula Wagner (* 1867) verheiratet. Deren Eltern waren Alexander von Wagner (1838–1919), Professor an der Akademie der Bildenden Künste München, und dessen Ehefrau, die Verlegerstochter Bertha Oldenbourg (1844–1869). Aus der Ehe gingen drei Töchter hervor.

## Schriften
Schoch veröffentlichte Aufsätze zu militärischen Themen, unter anderem in Münchener Wochenblatt und Jahrbücher für Armee und Marine.
- Die Tätigkeit des Marschalls Mac Mahon vor der Schlacht von Wörth, eine operative Studie. (Beiträge zur Kriegsgeschichte. Heft 2), Berlin 1904.
- Der deutsche Moselübergang im Jahre 1870 in französischer Beleuchtung. (Beiträge zur Kriegsgeschichte. Heft 3), Berlin 1906.
- Nationalismus und Politik, Rückblicke und Ausblicke. München 1918.